# Cine-Teatro de Benavente
O Cine-Teatro de Benavente foi um espaço para cinema e teatro que foi inaugurado em 8 de dezembro de 1949 em Benavente, Portugal. Revelou-se desde logo como espaço cultural da preferência da população. Dotado das melhores condições existentes na época, esta sala foi palco das mais diversas manifestações artísticas. O projeto foi da autoria do arquiteto Sérgio Andrade Gomes, que foi encomendado por Luís de Almeida Lopes, um empresário industrial da região e apresentou-se desde logo como um projeto ambicioso. Demorou cerca de um ano e meio a ser construído e envolveu um orçamento de 2.000 contos. Era constituído por uma sala de espetáculos, com plateia, balcão e foyer e camarins, possuía ainda esplanada para projeção de cinema ao ar livre. O edifício que se desenvolve em dois pisos, apresenta amplas áreas de circulação. Traduz na sua forma um programa bem definido, que respeitou a criação de equipamentos similares, seus contemporâneos, por todo o país.
Após um primeiro período de exploração comercial a cargo do seu criador, Luís de Almeida Lopes. o Cine-Teatro de Benavente foi adquirido por António Peres de Campos que viria a constituir a empresa Campolide Limitada. Foram realizadas obras em 1965 que levaram ao melhoramento da sala. A reabertura teve lugar a 23 de novembro de 1965 e o espaço passou a apresentar uma dinâmica mais intensa e melhor definida. Até ao seu encerramento em 1990, o Cine-Teatro garantiu sempre a exibição de cinema.
O Cine-Teatro de Benavente voltou a abrir portas em 2003 depois de várias obras de requalificação, mantendo a preservação arquitectónica do edifício, como espaço moderno multi-funcional, palco de oferta cultural diversificada que vai desde o teatro, bailado, música, cinema, do workshop ao recital.

## Ligações Externas
Município de Benavente